# Catedral de la Inmaculada Concepción (Crookston)
La Catedral de la Inmaculada Concepción  (en inglés: Cathedral of the Immaculate Conception) Es una catedral católica en Crookston, Minnesota, Estados Unidos. Es la sede de la diócesis de Crookston. La catedral actual fue dedicada el 25 de septiembre de 1990 y se diseñó en un estilo moderno. Destaca dentro de la catedral el magnífico órgano que un Opus 2132 de la Compañía de Órganos Reuter de Lawrence, Kansas. Es un instrumento de dos manuales y 31 rangos que contiene aproximadamente 1789 tubos. El campanario del oeste de la catedral presenta un santuario dedicado a la Sagrada Familia. La Capilla del Santísimo Sacramento, situada en la esquina suroeste de la iglesia, alberga el Tabernáculo de la catedral, así como el relicario de la catedral y el santuario de Nuestra Señora de Guadalupe.
El edificio actual substituyó la catedral anterior del mismo nombre que había sido construida en 1912 en la intersección de la calle North Ash Street y de la segunda avenida.